# ティクシ

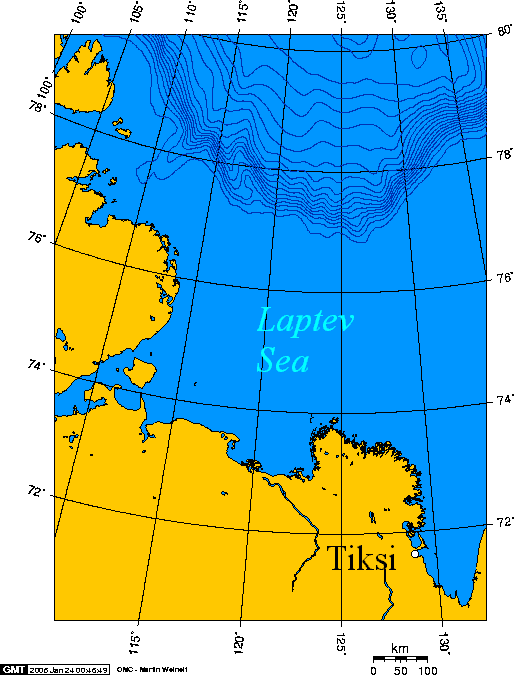
ティクシの位置

ティクシ（チクシ、ロシア語: Тикси, サハ語: Тиксии, Tiksi）はロシア連邦サハ共和国北部にあるレナ川河口の港町。ラプテフ海に面し、シベリアの北極海沿岸でも重要な港湾の一つである。ティクシ空港があるほか、冷戦期の空軍飛行場が散在する。
人口は2002年全ロシア国勢調査で5,873人（1989年調査では11,649人）。住民の多くはヤクート人。
サハ共和国内を南から北に流れるレナ川河口、レナ川デルタ南方のティクシ湾湾口にある。ティクシ湾から外洋に出るとラプテフ海へ出る。夏でこそ、海は流氷に覆われないが、その他の季節は流氷に覆われる。

## 歴史
1901年8月、ロシアの北極海探検船ザーリャは、未確認の島サンニコフ島探索のためラプテフ海を進んでいたが、ノヴォシビルスク諸島近海で流氷に阻まれ動けなくなった。翌1902年、流氷で動けないザーリャを後にして隊長のエドゥアルド・トーリらは歩いて北極海を進もうとしたが、同年11月にベネット島から南へ柔らかい氷の上を進む最中に行方不明となった。ザーリャに残された隊員らは最終的にティクシ湾に入り、そこから陸路でサンクトペテルブルクへと戻っている。

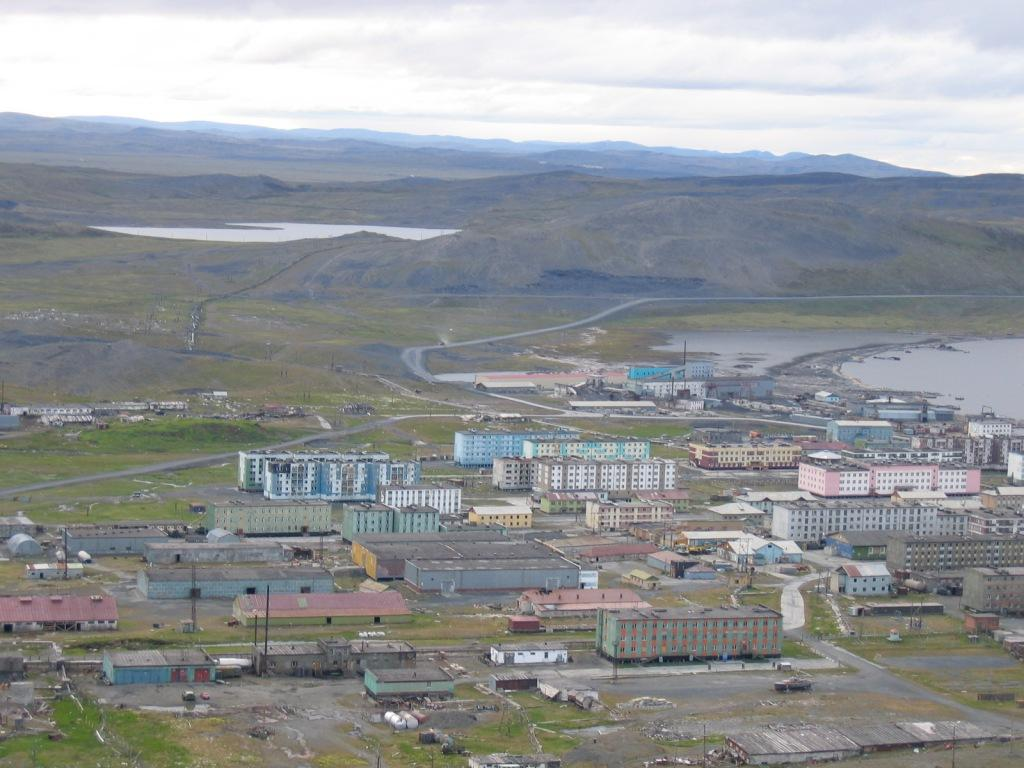
ティクシの風景

ティクシの町は1933年（記録によっては1930年）、北極海航路の中継港とする計画のもとに建設された。1939年には都市型集落に昇格している。ソビエト連邦時代、ティクシには比較的豊富に物資が供給され、住民の収入も優遇された。冷戦期にはティクシ北飛行場・ティクシ西飛行場などの軍事施設が建設され、Tu-95戦略爆撃機が配備されていた。
ソビエト連邦の崩壊後、1990年代の経済危機の時期には人口は半減した。北方をにらんだ軍事基地や利益の少ない北極海航路の利用は縮小され、他に職のないティクシの町を離れる住民が相次いだ。

## 気候
サハ共和国内陸のベルホヤンスクなど、極寒の冬と猛暑の夏が来る寒暖差の激しい地域に比べれば、海沿いのティクシの気候はまだ穏やかと言える。しかし気温は寒冷で、ティクシの1月の平均気温は-30℃ほどであり、7月でも10℃を超えることはない。平均気温が0℃を超えるのは6月から9月にかけての夏だけである。ケッペンの気候区分ではツンドラ気候（ET）に属する。
| ティクシの気候         | ティクシの気候 | ティクシの気候 | ティクシの気候 | ティクシの気候 | ティクシの気候 | ティクシの気候 | ティクシの気候 | ティクシの気候 | ティクシの気候 | ティクシの気候 | ティクシの気候 | ティクシの気候 | ティクシの気候 |
| 月                     | 1月            | 2月            | 3月            | 4月            | 5月            | 6月            | 7月            | 8月            | 9月            | 10月           | 11月           | 12月           | 年             |
| ---------------------- | -------------- | -------------- | -------------- | -------------- | -------------- | -------------- | -------------- | -------------- | -------------- | -------------- | -------------- | -------------- | -------------- |
| 最高気温記録 °C （°F） | −8.9 (16)      | −9.5 (14.9)    | 1.0 (33.8)     | 9.6 (49.3)     | 16.1 (61)      | 30.9 (87.6)    | 34.3 (93.7)    | 29.9 (85.8)    | 23.0 (73.4)    | 5.0 (41)       | 0.0 (32)       | −4.9 (23.2)    | 34.3 (93.7)    |
| 平均最高気温 °C （°F） | −27 (−17)      | −26.4 (−15.5)  | −22.2 (−8)     | −13.5 (7.7)    | −2.6 (27.3)    | 7.1 (44.8)     | 11.8 (53.2)    | 11.0 (51.8)    | 4.1 (39.4)     | −7.9 (17.8)    | −20.2 (−4.4)   | −25.3 (−13.5)  | −9.3 (15.3)    |
| 日平均気温 °C （°F）   | −30.2 (−22.4)  | −29.6 (−21.3)  | −26.2 (−15.2)  | −18.2 (−0.8)   | −6 (21)        | 3.3 (37.9)     | 7.6 (45.7)     | 7.8 (46)       | 1.6 (34.9)     | −10.6 (12.9)   | −23.3 (−9.9)   | −28.4 (−19.1)  | −12.7 (9.1)    |
| 平均最低気温 °C （°F） | −33.4 (−28.1)  | −32.9 (−27.2)  | −30.6 (−23.1)  | −23.4 (−10.1)  | −9.5 (14.9)    | 0.2 (32.4)     | 4.1 (39.4)     | 4.6 (40.3)     | −1 (30)        | −13.8 (7.2)    | −26.5 (−15.7)  | −31.6 (−24.9)  | −16.2 (2.8)    |
| 最低気温記録 °C （°F） | −47.8 (−54)    | −50 (−58)      | −46.1 (−51)    | −47.8 (−54)    | −32.2 (−26)    | −15.8 (3.6)    | −4 (25)        | −3.2 (26.2)    | −17.4 (0.7)    | −35 (−31)      | −42.8 (−45)    | −48.7 (−55.7)  | −50 (−58)      |
| 降水量 mm （inch）     | 32 (1.26)      | 22 (0.87)      | 16 (0.63)      | 10 (0.39)      | 13 (0.51)      | 27 (1.06)      | 46 (1.81)      | 49 (1.93)      | 27 (1.06)      | 17 (0.67)      | 21 (0.83)      | 42 (1.65)      | 322 (12.68)    |
| 平均降雨日数           | 0.0            | 0.0            | 0.0            | 0.1            | 3              | 14             | 21             | 19             | 13             | 0.4            | 0.0            | 0.0            | 70.5           |
| 平均降雪日数           | 23             | 22             | 20             | 18             | 21             | 8              | 1              | 1              | 14             | 25             | 23             | 23             | 199            |
| 平均月間日照時間       | 0.0            | 40.0           | 176.9          | 276.5          | 199.0          | 238.2          | 246.4          | 132.6          | 86.8           | 52.9           | 4.0            | 0.0            | 1,453.3        |
| 出典1：погода и климат |                |                |                |                |                |                |                |                |                |                |                |                |                |
| 出典2：(sunshine only) |                |                |                |                |                |                |                |                |                |                |                |                |                |